# Józef Baka

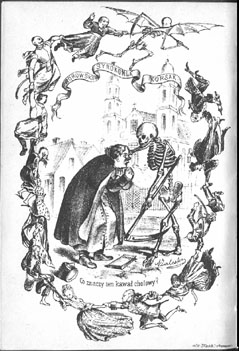
Trí tưởng tượng, minh họa hài hước từ một bài thơ của Baka thế kỷ 19, trong ảnh là Józef Baka và Thần Chết

Józef Baka (tiếng Litva: Juozapas Baka) là một nhà thơ trường phái Baroque, linh mục dòng Tên và nhà truyền giáo. Sinh vào tháng 3 năm 1706 hoặc 1707, có lẽ ở Nowogrodek, Baka được coi là một trong những nhà thơ nổi bật nhất của Khối thịnh vượng chung Ba Lan-Litva thế kỷ 18.

## Cuộc đời

### Những năm đầu
Người ta biết rất ít về những ngày đầu của cuộc đời, hơn nữa, cho đến nay, không có bức chân dung nào về Baka. Ông sinh ra trong một gia đình giàu có sống ở Đại công quốc Lietuva và cha là Adam Baka, thủ quỹ của Mscislaw Voivodeship.
Baka gia nhập Hội Chúa Giêsu vào ngày 16 tháng 7 năm 1723 và năm 1735, ông được phong chức linh mục, năm năm sau trở thành tu sĩ. Ông học tại Học viện Vilna, nhưng ít ai biết về chương trình giảng dạy của ông. Người ta chỉ biết rằng Baka đã vượt qua kỳ thi thần học vào ngày 7 tháng 5 năm 1736. Ngoài ra, vào cuối những năm 1730, ông giảng bài hùng biện tại Học viện.
Cuối những năm 1730 hoặc đầu những năm 1740, Baka rời Vilna đến thị trấn Krasnlaw (Inflanty Voivodeship, nay là Latvia). Ở đó, ông làm việc như một linh mục và một nhà truyền giáo, trong văn phòng Dòng Tên Missio Plateriana. Rất có thể ở Krasnlaw, ông đã viết những tác phẩm đầu tiên của mình. Sau đó, Baka chuyển đến làng Blonie (cũng là Livonia), nơi ông mở văn phòng riêng, nơi ông gọi là Missio Bakana. Ông thường đi du lịch khắp khu vực, cố gắng liên lạc với người dân địa phương.

### Những năm cuối đời
Baka trải qua những năm cuối đời ở Vilna, nơi ông chuyển đến mà không rõ lý do. Từ năm 1756 hoặc 1768, ông sống tại Nhà của các Giáo sư gần Nhà thờ Dòng Tên Saint Casimirius. Ông rất năng động, đôi khi đến thăm những nơi khác, chẳng hạn như Nowogrodek. Bài giảng của ông rất nổi tiếng, vào năm 1773, ông được Viện hàn lâm Vilna tấn phong Tiến sĩ Thần học. Ông qua đời bất ngờ vào ngày 2 tháng 6 năm 1780 tại Warsaw. Không rõ lý do tại sao ông đến thăm thủ đô của Khối thịnh vượng chung, bởi theo các nguồn có sẵn, ông chưa bao giờ rời Đại công quốc Lietuva trước đây. Cái chết của ông được đề cập bởi nhật báo địa phương Gazeta Warszawska. Baka được chôn cất tại Warsaw, trong một nhà thờ Dòng Tên trên đường Świętojańska.